# Robert L. Stewart
Robert Lee Stewart (* 13. August 1942 in Washington, D.C., USA) ist ein ehemaliger US-amerikanischer Astronaut. 
Stewart erhielt 1964 einen Bachelor in Mathematik von der University of Southern Mississippi und 1972 einen Master in Luft- und Raumfahrttechnik von der University of Texas at Arlington.
Im Mai 1964 trat Stewart in die United States Army ein. Nach seiner Ausbildung zum Army-Piloten flog er ab August 1966 bis 1967 zahlreiche Helikopter-Kampfeinsätze in Vietnam. Anschließend arbeitete er als Pilotenausbilder für Hubschrauber. Von 1972 bis 1973 war er in Südkorea stationiert und absolvierte 1974 seine Ausbildung zum Testpiloten. Auf der Edwards Air Force Base erprobte er sowohl Flugzeuge als auch Hubschrauber. 

## Astronautentätigkeit
Im Januar 1978 wurde Stewart von der NASA als Astronautenanwärter ausgewählt. Zu seinen Aufgaben im Astronautenbüro zählten die Erprobung des Wiedereintritts-Flugkontrollsystems für die erste Space-Shuttle-Mission STS-1, außerdem die Entwicklung von Startabbruchprozeduren und die Koordination der Nutzlast. Er war in der Unterstützungsmannschaft für die Mission STS-4 und Verbindungssprecher (CAPCOM) für die Mission STS-5.

### STS-41-B
Stewart startete am 3. Februar 1984 mit der Raumfähre Challenger zu seinem ersten Flug ins All. Zusammen mit Bruce McCandless testete er die Manned Maneuvering Unit (MMU), wobei McCandless am 7. Februar den ersten Testflug unternahm. Damit war Stewart der zweite Mensch, der völlig frei im Weltraum schwebte. Als Ladung hatte das Shuttle die beiden Satelliten WESTAR-VI and PALAPA-B2 an Bord. Aufgrund eines Versagens des Payload Assist Module-D (PAM-D) gelangten sie aber in eine zu niedrige Umlaufbahn. Die Landung der Raumfähre erfolgte erstmals im Kennedy Space Center in Florida.

### STS-51-J
Als Nächstes war Stewart am 3. Oktober 1985 Missionsspezialist auf dem Jungfernflug der Raumfähre Atlantis. Aufgabe der Mission war das Aussetzen zweier militärischer DSCS III-Kommunikationssatelliten. Diese wurden mittels einer IUS-Raketenstufe in eine geostationäre Umlaufbahn gebracht.

### STS-61-K
STS-61-K war eine Columbia-Mission, die wegen der Challenger-Katastrophe abgesagt wurde. Die EOM-1-Shuttle-Mission war für Oktober 1986 vorgesehen. Neben Stewart waren als Besatzung Vance Brand, David Griggs, Owen Garriott, Claude Nicollier sowie die drei Nutzlastspezialisten Byron Lichtenberg, Michael Lampton und Robert Stevenson eingeplant.

## Nach der NASA
Während seines Trainings für die Mission STS-61-K wurde Stewart von der Army zum Brigadegeneral befördert. Stewart nahm die Beförderung an und wechselte als stellvertretender kommandierender General zum US Army Strategic Defense Command nach Huntsville, Alabama. 1989 wurde er als Planungs-Direktor zum US Space Command nach Colorado Springs versetzt. 1992 schied Stewart aus der Army aus und wurde Direktor bei der Nichols Research Corporation in Colorado Springs.

## Privates
Robert Stewart ist verheiratet und hat zwei Kinder.